# مایکل تریو
مایکل تریو (انگلیسی: Michael Therriault؛ زادهٔ ۲۹ نوامبر ۱۹۷۷) یک هنرپیشه اهل کانادا است.
از فیلم‌ها یا برنامه‌های تلویزیونی که وی در آن نقش داشته‌است می‌توان به زندگی، سرگردان و حکومت اشاره کرد.